# 페라라 대학교
페라라 대학교(이탈리아어: Università degli Studi di Ferrara)는 이탈리아 북부 에밀리아로마냐 지역 페라라시의 주요 대학이다.

## 같이 보기
- 지속적으로 운영되고 있는 가장 오래된 대학 목록
- 볼로냐 대학교